# Коллинз, Бутси
Уильям Эрл «Бутси» Коллинз (англ. William Earl «Bootsy» Collins; род. 26 октября 1951, Огайо, США) — американский бас-гитарист и вокалист. Получил известность благодаря Джеймсу Брауну в начале 1970-х годов, прежде чем присоединиться к коллективу Parliament-Funkadelic. Коллинз зарекомендовал себя как одно из ведущих имен и новаторов в жанре фанк с его драйвовыми басовыми линиями и юмористическим вокалом. Позже он сформировал свой собственный сторонний P-Funk проект под названием Bootsy’s Rubber Band.
Он является членом Зала славы рок-н-ролла, включённым в 1997 году вместе с 15 другими членами Parliament-Funkadelic. В 2020 году журнал Rolling Stone поставил Коллинза на четвёртое место в своём списке 50 величайших басистов всех времён.

## Дискография
- Stretchin' Out in Bootsy’s Rubber Band (1976)
- Ahh… The Name Is Bootsy, Baby! (1977)
- Bootsy? Player of the Year (1978)
- This Boot Is Made for Fonk-N (1979)
- Ultra Wave (1980)
- Sweat Band (1980)
- The One Giveth, the Count Taketh Away (1982)
- What’s Bootsy Doin'? (1988)
- Blasters of the Universe (1993)
- Lord of the Harvest (1993)
- Fresh Outta 'P' University (1997)
- Play with Bootsy (2002)
- Christmas Is 4 Ever (2006)
- Tha Funk Capital of the World (2011)
- World Wide Funk (2017)
- The Power of the One (2020)
- Album of the Year #1 Funkateer (2025)